# Apple Scruffs
"Apple Scruffs" é uma canção do músico de rock inglês George Harrison de seu álbum triplo de 1970, All Things Must Pass. Escreveu como uma homenagem aos fãs obstinados dos Beatles conhecidos como "Apple Scruffs", que costumavam esperar do lado de fora do prédio da Apple Corps e outros locais de Londres para ver os membros da banda. Essa tradição continuou após a separação do grupo em abril de 1970, já que os scruffs eram uma presença regular fora dos estúdios onde Harrison gravou seu álbum. A música também foi lançada no segundo single do álbum, como lado B de "What Is Life".
Harrison gravou "Apple Scruffs" no estilo de Bob Dylan, tocando violão e gaita na faixa básica. Como tal, a música é um afastamento do grande som sinônimo de All Things Must Pass. Em suas letras, Harrison expressa gratidão pelo apoio dos scruffs, declara seu amor por eles e reconhece que pessoas de fora não entendem sua devoção. Harrison convidou os scruffs ao EMI Studios para ouvir a gravação finalizada.
Uma faixa popular no rádio e com vários críticos musicais, foi listada com o lado A em algumas paradas de singles na Austrália e nos Estados Unidos. Alguns escritores comentaram sobre o significado da música à luz do assassinato de John Lennon em 1980 e da tentativa de assassinato de Harrison em 1999, ambos nas mãos de indivíduos obcecados pelos Beatles e no contexto do culto moderno à celebridade.

## Composição
O nome "Apple Scruffs" foi cunhado por George Harrison no final dos anos 1960 para os fãs devotos que esperavam do lado de fora da sede da Apple Corps dos Beatles e dos estúdios de gravação onde eles trabalhavam. Embora bem conhecido por sua aversão à adoração de fãs, particularmente o fenômeno da Beatlemania, Harrison formou um vínculo com alguns dos scruffs, perguntando por suas famílias e comentando quando eles tinham feito o cabelo. Ele reconheceu em uma entrevista em abril de 1969 para a revista Disc and Music Echo: "a parte deles na peça é tão importante quanto a nossa." Sua canção "Apple Scruffs" foi escrita como uma homenagem a esses fãs, que, desde o final de maio de 1970, mantinham uma vigília fora dos vários estúdios onde ele estava gravando seu primeiro álbum solo pós-Beatles, All Things Must Pass.
Embora Harrison não faça nenhuma menção à música em sua autobiografia de 1980 I, Me, Mine, Derek Taylor, em seu papel como editor do livro, descreve o Apple Scruffs como o "núcleo central" dos fãs depois que a Beatlemania diminuiu, acrescentando que "Todos gostávamos muito deles". De acordo com Taylor, que era o assessor de imprensa dos Beatles na Apple, Harrison escreveu "Apple Scruffs" porque os scruffs haviam testemunhado ocasiões em que ele estava "passando por momentos ruins" e passou a ter muito carinho por eles. 
Desde a formação da aliança em 1968, os scruffs impuseram uma hierarquia de membros e publicaram uma revista mensal. Eles eram altamente protetores dos Beatles e os protegiam de exibições de adoração intrusiva dos fãs. Na letra da música, Harrison reconhece a dedicação dos scruffs e agradece por sua perseverança no mau tempo e "nos prazeres e na dor". Ele encoraja os Scruffs a ignorar os julgamentos dos transeuntes que não conseguem compreender sua devoção. Nos refrões, ele declara: "Como eu te amo, como eu te amo".

## Gravação
"Apple Scruffs" foi uma das faixas com arranjos mais esparsos que Harrison gravou para All Things Must Pass, partindo da estética Wall of Sound do co-produtor Phil Spector, ouvida em grande parte do álbum. A música é uma performance solo, exceto pelo som percussivo e percussivo fornecido pelo assistente dos Beatles, Mal Evans. Harrison a executou ao vivo no violão e gaita, no estilo de seu amigo Bob Dylan. Devido à sua espessa barba e bigode, Harrison lutou em suas tentativas de tocar gaita. As fitas das sessões também revelam que ele precisava se treinar nas técnicas de sucção e sopro necessárias para o papel.
O take 18 foi selecionado para overdubs. A gravação lançada foi editada em conjunto a partir do take completo, durando cerca de dois minutos e meio, com a seção composta pelo refrão da música e a seguinte passagem instrumental repetida, estendendo assim a duração da faixa para 3:04. No início do ano, Spector também estendeu a canção "I Me Mine" de Harrison ao preparar o álbum Let It Be dos Beatles para lançamento. Embora Spector tenha recebido crédito de co-produção por "Apple Scruffs", Harrison produziu a música sozinho.
Harrison dobrou os backing vocals, creditados no álbum aos "George O'Hara-Smith Singers", e duas partes de guitarra na faixa básica.  Na visão do musicólogo Thomas MacFarlane, o solo de guitarra slide reflete o interesse de Harrison na expressividade microtonal e termina em uma frase gaguejante que marca o início da edição da fita. Ele descreve as contribuições vocais de apoio como um "refrão brilhante e cintilante" que inclui uma "contra-melodia angelical" urgentemente entregue no terceiro verso.

## Scruffs no Estúdio
O redator do New York Post Al Aronowitz esteve presente durante parte da gravação de All Things Must Pass. Mais tarde, ele escreveu: "Do lado de fora da porta do estúdio, chovesse ou não, sempre havia um punhado de Apple Scruffs, um deles uma garota do Texas. Às vezes, George gravava das 19h às 7h e lá estavam eles, esperando a noite toda, implorando por um sinal de reconhecimento ao entrar e sair." Harrison pediu a Evans para convidar os Scruffs ao EMI Studios (agora Abbey Road Studios) para ouvir a faixa.
Uma adolescente na época, Gill Pritchard mais tarde lembrou que ela e os outros Scruffs ficaram profundamente comovidos com a música e "foram para casa atordoados". Quando eles presentearam Harrison com uma gigantesca coroa de flores para expressar sua gratidão, ele disse: "Bem, vocês tinham sua própria revista, seu próprio escritório na escada [fora da Apple], então por que não sua própria música?" 

## Lançamento
A Apple Records lançou All Things Must Pass em 27 de novembro de 1970. "Apple Scruffs" foi sequenciada como a segunda faixa do lado três do LP triplo,  entre "Beware of Darkness" e "Ballad of Sir Frankie Crisp (Let It Roll)". Após a separação dos Beatles sete meses antes, de acordo com o autor Peter Doggett, "Apple Scruffs" e faixas como "Run of the Mill" e "Wah-Wah" ofereceram aos fãs da banda "um vislumbre provocador de uma mundo íntimo que antes estava fora dos limites do público".
A música também foi o lado B de "What Is Life ", lançada internacionalmente (embora não na Grã-Bretanha) como o segundo single do álbum. O single foi lançado nos Estados Unidos em 15 de fevereiro de 1971. O autor Simon Leng refere-se a "Apple Scruffs" como Harrison em "modo busking", um estilo que o artista revisitou em dois outros lados B acústicos na primeira metade da década de 1970: "Miss O'Dell", escrita para o ex-funcionário da Apple Chris O'Dell, e "I Don't Care Anymore".  A capa da foto dos EUA deu ambos os lados do único faturamento igual, com os títulos das músicas impressos acima de uma foto de Barry Feinstein do topo de uma torre na nova casa de Harrison, Friar Park.
Uma faixa popular no rádio, "Apple Scruffs" recebeu tanto airplay quanto o lado A na América. Na Austrália, "Apple Scruffs" e "What Is Life" foram listados como lado A duplo quando o single liderou o Go-Set National Top 60 em maio de 1971. Os dois lados também foram listados juntos na parada dos EUA compilada pela Record World, onde o single alcançou a posição 10.

## Recepção Critica
De acordo com o biógrafo dos Beatles, Nicholas Schaffner, "Apple Scruffs" foi uma das canções que sugeriu a "presença... no início de 1970. Alan Smith, da NME, descreveu a faixa como "uma peça Dylanesca e ritmada com gaita e um refrão feminino". Ben Gerson da Rolling Stone, considerou-a "uma das faixas mais maravilhosas do álbum" e acrescentou: "parece que foi gravada enquanto o co-produtor Phil Spector saía para tomar um café". Record World chamou de "Dylanesco".
Em sua análise combinada de todos os lançamentos solo dos ex-Beatles em 1970, Geoffrey Cannon, do The Guardian, descreveu All Things Must Pass como "relaxado, bem resolvido e, como sempre com George, magnânimo" e disse que admirava especialmente os sentimentos em "Apple Scruffs", apesar de ser "uma das músicas mais leves". O crítico da revista Billboard escreveu sobre "What Is Life" e "Apple Scruffs" como "intrigantes sequências rítmicas" do sucesso internacional de Harrison, "My Sweet Lord", e canções que "com certeza repetiriam esse sucesso" e se tornariam seleções populares de jukebox. Don Heckman do The New York Times combinou a música com "I Dig Love" como as faixas que transmitiam uma qualidade "familiarmente caprichosa" em um álbum onde "O espírito dos Beatles está sempre presente".
Escrevendo em 1977, Schaffner disse que "Apple Scruffs" e as outras canções que evocavam a presença de Dylan foram ofuscadas por aquelas com o som de Spector, mas eram "muito mais íntimas, tanto musical quanto liricamente".  Simon Leng elogia as partes de slide guitar da faixa, e particularmente os backing vocals, que ele descreve como "o melhor do álbum". Tom Moon, em seu livro 1,000 Recordings to Hear Before You Die, refere-se à música como tendo "um refrão explosivo de experiência de pico que vem direto do cancioneiro do céu".
Revendo a reedição do 30º aniversário de All Things Must Pass em 2001, James Hunter, da Rolling Stone, destacou "Apple Scruffs" entre as faixas de um álbum que "ajudou a definir a década que inaugurou" e aconselhou os ouvintes a "prosseguir para a música que exulta em ritmos alegres", que incluía "as revoluções coloridas de 'What Is Life' ... blues e intrincado em 'I'd Have You Anytime' de Harrison e Dylan, efervescente em 'Apple Scruffs'". Escrevendo para a Record Collector no mesmo ano, Peter Doggett também a incluiu entre os destaques do álbum, descrevendo a música como Dylan-esque e uma "mensagem de amor para os fãs dos Beatles que acamparam fora de seu escritório". Em um artigo cobrindo o lançamento da edição expandida de I, Me, Mine em 2017, Andy Gensler da Billboard, disse que "Apple Scruffs" "poderia ter sido um clássico do White Album".

## Legado
De acordo com o biógrafo de Harrison, Alan Clayson, "Apple Scruffs" representou "o reconhecimento mais intrinsecamente valioso, embora tardio, de uma vigília que logo terminaria na idade adulta [para os Scruffs] e a percepção de que os Beatles como um mito dos anos 1960 sobreviveriam por muito tempo aos meros mortais que constituiu sua dramatis personae ". Em um artigo de 1996 sobre o Apple Scruffs para a Mojo, Cliff Jones escreveu que o tributo musical de Harrison "imortalizou" um fenômeno dos fãs no qual, como testemunhas dos últimos anos dos Beatles, os participantes transcenderam o fandom e fizeram parte da história da banda.
Leng diz que a música ressoa especialmente na história da cultura pop após o assassinato de John Lennon na cidade de Nova York em 1980 e o ataque com faca de Harrison em Friar Park em 1999, ambos perpetrados por indivíduos obcecados pelos Beatles. Ele comenta que o impacto sem precedentes dos Beatles "virtualmente inventou" a tradição dos fãs de rock serem emocionalmente investidos no trabalho de seus heróis; dado que essa tradição se tornou cada vez mais manipulada para ganhos comerciais, continua Leng, "Apple Scruffs" representa "um eco de uma era distante e despreocupada" e "mostra o quanto foi perdido".
Ian Inglis também vê a música no contexto da violência infligida a Harrison e Lennon, e dentro de um clima cultural onde a obsessão por celebridades provavelmente veria a nuca emitida com ordens de restrição do que uma canção de tributo. Descrevendo a faixa de Harrison como uma "celebração de uma conexão única e calorosa entre os membros dos Beatles e seu público", Inglis acrescenta: "Ouvida hoje, seus sentimentos evocam os últimos dias do que a romancista Edith Wharton havia se referido, várias décadas antes, como 'a idade da inocência".
Escrevendo para a Rolling Stone em 2014, o autor William Shaw concluiu seu artigo sobre os scruffs da Apple citando as letras de Harrison para apoiar a afirmação de que "Acima de tudo, eles agiram como uma espécie de bálsamo para os Beatles durante seus dias mais punitivos como os quatro mais pessoas famosas do planeta." Shaw também comentou que, apesar da existência de grupos de fãs dedicados a atos como Duran Duran, Justin Bieber, Miley Cyrus e Beyoncé, nenhum foi ou jamais seria tão "lendário e tão docemente original" quanto o scruffs.

## Ficha Técnica
De acordo com Simon Leng e Chip Madinger e Mark Easter: 
- George Harrison – vocais, violão, gaita, slide guitar, backing vocals
- Mal Evans – bloco de madeira